# Llac Island
El llac Island és un llac de Manitoba, al Canadà. Es troba a prop de la frontera amb Ontario, al sud del llac Gods. El llac té una superfície total de 1.223 km², cosa que el converteix en el sisè llac més gran de la província. El llac es troba a la conca del riu Hayes. El riu Island Lake flueix cap al nord vers el llac Gods.
Les comunitats de les Primeres Nacions de Wasagamack, St. Theresa Point, Garden Hill i Island Lake es troben a la vora del llac, amb una població total de 7.120 habitants el 2011.